# Роуз-Лодж (Орегон)
Роуз-Лодж (англ. Rose Lodge) — переписна місцевість (CDP) в США, в окрузі Лінкольн штату Орегон. Населення — 1933 особи (2020).

## Географія
Роуз-Лодж розташований за координатами 45°1′7″ пн. ш. 123°53′17″ зх. д. / 45.01861° пн. ш. 123.88806° зх. д. (45.018579, -123.888152).  За даними Бюро перепису населення США в 2010 році переписна місцевість мала площу 24,71 км², уся площа — суходіл.

## Демографія
Згідно з переписом 2010 року, у переписній місцевості мешкали 1894 особи в 780 домогосподарствах у складі 521 родини. Густота населення становила 77 осіб/км².  Було 901 помешкання (36/км²).
Расовий склад населення:
| - 90,4 % — білих - 3,6 % — корінних американців - 0,4 % — чорних або афроамериканців - 0,3 % — азіатів - 1,5 % — осіб інших рас |

До двох чи більше рас належало 3,8 %. Частка іспаномовних становила 5,8 % від усіх жителів.
За віковим діапазоном населення розподілялося таким чином: 18,8 % — особи молодші 18 років, 61,5 % — особи у віці 18—64 років, 19,7 % — особи у віці 65 років та старші. Медіана віку мешканця становила 47,9 року. На 100 осіб жіночої статі у переписній місцевості припадало 104,1 чоловіків;  на 100 жінок у віці від 18 років та старших — 98,3 чоловіків також старших 18 років.
Середній дохід на одне домашнє господарство  становив 65 663 долари США (медіана — 41 840), а середній дохід на одну сім'ю — 67 685 доларів (медіана — 57 813). Медіана доходів становила 41 831 долар для чоловіків та 33 190 доларів для жінок. За межею бідності перебувало 14,1 % осіб, у тому числі 14,9 % дітей у віці до 18 років та 8,8 % осіб у віці 65 років та старших.
Цивільне працевлаштоване населення становило 881 осіб. Основні галузі зайнятості: освіта, охорона здоров'я та соціальна допомога — 24,5 %, мистецтво, розваги та відпочинок — 20,4 %, будівництво — 16,3 %, роздрібна торгівля — 15,3 %.